# 4709 Ennomos
4709 Ennomos é um asteroide troiano de Júpiter, descoberto em 12 de outubro de 1988, por Carolyn Shoemaker, no Observatório Palomar. Seu nome provém de Ennomos, heroi troiano na Ilíada.